# Falluja District
Falluja District är ett distrikt i Irak.   Det ligger i provinsen Al-Anbar, i den centrala delen av landet, 60 km väster om huvudstaden Bagdad.
Följande samhällen finns i Falluja District:
- Al-Falluja